# ディエゴ・ミリート
ディエゴ・アルベルト・ミリート（Diego Alberto Milito, 1979年6月12日 - ）は、アルゼンチン・ブエノスアイレス州ベルナル出身の元サッカー選手。元アルゼンチン代表。現役時代のポジションはフォワード。
愛称の「エル・プリンシペ（王子）」は、80年代から90年代に活躍した元ウルグアイ代表で、CAリーベル・プレートに在籍したスター、エンソ・フランチェスコリに容姿がそっくりであることに因んでいる。アルゼンチンのビッグ・クラブのラシン・クラブの歴史において、最大のアイドルの1人とされている。
同じく元サッカー選手のガブリエル・ミリートは弟。なお、祖父母がカラブリア州コゼンツァ県テッラノーヴァ・ダ・シーバリ出身であるため、イタリアのパスポートも有するイタリア系アルゼンチン人である。

## クラブ経歴

### アルゼンチン時代
1979年に彼が生を受けた時、父親はディエゴ・アルマンド・マラドーナにあやかってディエゴ・アルマンドと名づけようとしたが、妻や親族に反対されたため、ディエゴ・アルベルトという名になった。
家族中がCAインデペンディエンテのサポーターだったが、弟のガブリエルに対するライバル心からラシン・クラブを応援するようになり、9歳でラシン・クラブの少年部に入団した。14歳で9軍（下部組織の一番下のカテゴリー）に入団し、1998年に4軍（1軍のすぐ下のカテゴリー）でリーグ優勝したことから1軍に昇格し、1999年12月11日にトップチームデビューを果たした。2001年のアペルトゥーラでは、35年ぶりのリーグ制覇に貢献した。

### ジェノア
アルゼンチンでの実績を買われ、2003-04シーズン途中にセリエBのジェノアCFCに移籍すると、翌シーズンは39試合に出場し、得点ランク2位の21ゴールを挙げて、クラブを10年ぶりのセリエA昇格に導いた。しかし喜びも束の間、クラブに八百長疑惑が起こり、ジェノアはセリエC1（3部リーグ）降格を余儀なくされた。

### サラゴサ
2005年夏、弟のガブリエル・ミリートが所属するスペインのレアル・サラゴサへ移籍した。クラブはクラウディオ・ロペスと合意間際だったが、開幕直前にディエゴ・ミリート獲得に焦点を絞り、まさに移籍市場の閉まる2005年8月31日に移籍金200万ユーロで移籍が決定した。買取オプション付、2年間のレンタル移籍であった。
既にシーズンが開幕しており、アウェーでアトレティコ・マドリードとスコアレスドローに終わっていたサラゴサに、決定力のあるフォワードが欠けている事は誰の目にも明らかだった。トップチームには、FCバルセロナのカンテラ出身で、まだ若かったセルヒオ・ガルシアとボルシア・ドルトムントから移籍してきたエベルトンの二人のフォワードしか在籍していなかった。この状況下で彼はサラゴサに素晴らしい功績を残し、移籍金1200万ユーロでバレンシアCFに移籍したダビド・ビジャの代わりを務めなければならないという厳しい立場に置かれることになった。
2005年9月11日の第2節、バレンシア戦でリーガ・エスパニョーラにデビューした際はゴールすることができなかったが、第4節のCAオサスナとの試合で挙げたゴールが、サラゴサのユニフォームを着てホームのエスタディオ・デ・ラ・ロマレーダで挙げた初のゴールとなった。最初のシーズンに早くも15ゴールを記録し、ファンの心を掴んだ。
2006-07シーズン、二人のアルゼンチン代表パブロ・アイマールとアンドレス・ダレッサンドロが加入すると調子が更に上向き、スペイン人好みの攻撃サッカーを標榜するビクトル・フェルナンデス監督の下、通算23ゴールを挙げてクラブをUEFAカップ出場へと導いた。
しかし2007-08シーズンは、自身は安定した結果を出しつつも、V・フェルナンデス監督やダレッサンドロとの確執や監督の解任、ディフェンスラインの不安定さなどの悪条件が重なり、クラブは迷走を続けた。2008年4月に左足首を痛め一時は招集メンバーから外れたが、それまで15ゴールを挙げ長く得点ランキング2位を保っていた。足首の怪我が完治しないまま戦線復帰するも結局それ以降1点も記録することができず、最終節の5月18日に5年ぶりのセグンダ・ディビシオン（2部）降格が決まった。

### ジェノア復帰
2008-09シーズンにはジェノアCFCへレンタルで復帰。ミリート本人も降格処分となって移籍して以来ジェノアを気にかけており、相思相愛の復帰となった。ジャン・ピエロ・ガスペリーニ監督率いるジェノアは攻撃の中心にミリートを据え、得点を量産した。第15節、UCサンプドリアとのジェノヴァ・ダービーでは決勝点を記録。最終的にチームは5位となり、UEFAカップ出場権を獲得した。同シーズンはボローニャFCのマルコ・ディ・ヴァイオと並んで24得点を記録し、ズラタン・イブラヒモビッチに次ぐ得点ランク2位となった。

### インテル
常にFWとして安定した結果を残し高い評価を得ながらも、優勝を狙えるクラブでプレーをしないまま30歳を迎えたが、2009年6月29日にインテル・ミラノへ移籍した。2日後に移籍を決めたジェノア時代の同僚であるティアゴ・モッタとは再びチームメイトとなった。2009-10シーズンはジョゼ・モウリーニョ監督から絶大な信頼を受け、ほぼ全試合にスターティングメンバーとして出場。サミュエル・エトー、ゴラン・パンデフと3トップを組み、インテルのエースストライカーとして活躍。また圧倒的な勝負強さを誇り、チェルシーFCやACミラン、FCバルセロナ等のビッグクラブ相手にゴールを決めた。コッパ・イタリア決勝戦のASローマ戦でも決勝ゴールを挙げたミリートは、セリエA優勝がかかった2010年5月16日のACシエーナ戦でも決勝点を挙げ、「間違いなくキャリアでもっとも重要なゴールだ」と語った。このシーズンはチームトップ、リーグ2位の22得点を挙げた。2010年5月22日にサンティアゴ・ベルナベウで行われたUEFAチャンピオンズリーグ決勝ではバイエルン・ミュンヘンから2ゴールを挙げ、チームを優勝に導き、UEFA年間最優秀選手賞を受賞した。2011年1月、オスカル・デル・カルチョの最優秀選手賞と最優秀外国人選手賞をW受賞した。
2010年8月9日、ハビエル・サネッティと共に新契約にサインし2014年まで契約を延長。2010-11シーズンには負傷の影響もあり5得点に留まったものの、2011-12シーズンには28得点を記録し得点ランキングで1位となった。

### 母国復帰
2013-14シーズン限りでインテルを退団。2014年6月18日、古巣ラシン・クラブに復帰した。復帰した2014シーズンはキャプテンとして若いチームをまとめ上げ、ラシンを13年ぶり17度目の優勝に導いた。

### 現役引退
2015年12月、半年後に現役を引退する意向を表明した。現役最後の試合となった2016年5月21日のCAテンペルレイ戦でPKによる先制ゴールを挙げ2-0での勝利に貢献。試合後には引退セレモニーが行われ、4万5千人の観衆の中で涙を流した。同年8月にはラシンの本拠地エスタディオ・プレジデンテ・フアン・ドミンゴ・ペロン近くの道が「ディエゴ・ミリート通り」と命名された。

## 代表経歴
2002年にアルゼンチン代表に初招集され、ウルグアイとの試合で代表デビューした。幼い頃から注目された弟に比べると一時代表から遠ざかる時期もあったが、2004年と2006年に再招集を受けている。2006年のドイツワールドカップ出場メンバーには選ばれていない。翌年のコパ・アメリカ2007には招集され、7月2日のコロンビア戦でゴールを挙げた。しかしアルフィオ・バシーレ監督の大型フォワードのファーストチョイスはエルナン・クレスポであり、バシーレの後任となったディエゴ・マラドーナ監督下においても、リオネル・メッシ、セルヒオ・アグエロ、カルロス・テベス、ゴンサロ・イグアインなどいずれもビッグクラブで主力として活躍している選手がいるため、出場機会は限られたものであった。
2010年の南アフリカワールドカップでは背番号19番で代表入りを果たし、グループリーグ初戦のナイジェリア戦の後半34分に途中出場、第3戦には先発出場した。

## エピソード
ディエゴとガブリエルのミリート兄弟は、レアル･サラゴサでの2シーズンを除き、子供の頃から常に別々のクラブでプレーしていた。ディエゴがラシンに所属していた当時、弟はライバルのCAインデペンディエンテに在籍しており、2003年3月9日のクラシコ・デ・アベジャネーダにおいて兄弟による対戦が実現した。試合中ペナルティエリア付近で弟が兄を倒し、ユニフォームを掴まれたと兄が弟の退場を要求。弟に出されたイエローカードを巡って兄弟が激しく言い争うシーンが見られたが、結果は1対1の引き分けに終わっている。試合中2人がずっと罵り合いを続けスタジアムの大観衆と何万人ものTV視聴者の前で「兄弟喧嘩｣をしたことで、観戦に来ていた母親は怒りスタジアムを退出した。この時彼女は兄弟のガールフレンドたちと一緒であり、穴があったら入りたいほど恥ずかしかったという。
4軍に2年半在籍し、プロデビューを果たしたのは20歳の時であった。
インテルを退団する際には中東やアメリカ、マレーシアなどから高額のオファーが舞い込んだが全て断り、母国のラシン・クラブに復帰することを選んだ。2014シーズンの終盤、2位CAリーベル・プレートとのホームでの直接対決では決勝点となる相手のオウンゴールを誘うシュートを打ち、「俺はこのゴールを決めるために帰って来たんだ」とコメントしサポーターを感動させた。この勝利によりラシンはリーベルを引き離し、同シーズンに優勝した。

## 個人成績

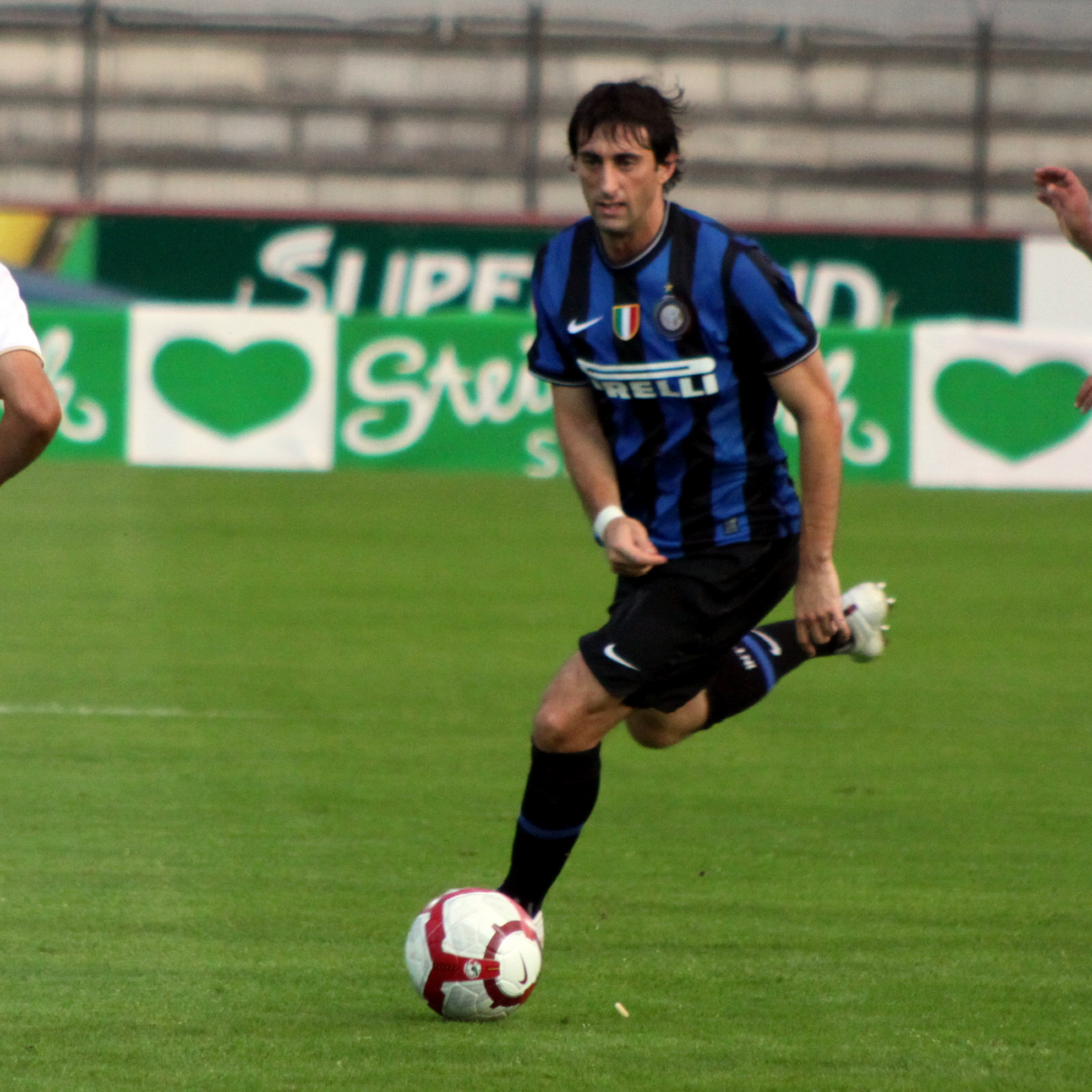
インテルでプレーするミリート

| クラブ   | シーズン  | リーグ | リーグ | カップ | カップ | 国際大会 | 国際大会 | 合計 | 合計 |
| クラブ   | シーズン  | 出場   | 得点   | 出場   | 得点   | 出場     | 得点     | 出場 | 得点 |
| -------- | --------- | ------ | ------ | ------ | ------ | -------- | -------- | ---- | ---- |
| ラシン   | 1999-2000 | 11     | 1      | 0      | 0      | 0        | 0        | 11   | 1    |
| ラシン   | 2000-01   | 35     | 2      | 0      | 0      | 0        | 0        | 35   | 2    |
| ラシン   | 2001-02   | 38     | 9      | 0      | 0      | 0        | 0        | 38   | 9    |
| ラシン   | 2002-03   | 35     | 14     | 0      | 0      | 11       | 3        | 46   | 17   |
| ラシン   | 2003-04   | 18     | 8      | 0      | 0      | 0        | 0        | 18   | 8    |
| ラシン   | 通算      | 137    | 34     | 0      | 0      | 11       | 3        | 148  | 37   |
| ジェノア | 2003-04   | 20     | 12     | 2      | 0      | —        | —        | 22   | 12   |
| ジェノア | 2004-05   | 39     | 21     | 3      | 1      | —        | —        | 42   | 22   |
| ジェノア | 通算      | 59     | 33     | 5      | 1      | —        | —        | 64   | 34   |
| サラゴサ | 2005-06   | 36     | 15     | 8      | 6      | —        | —        | 44   | 21   |
| サラゴサ | 2006-07   | 37     | 23     | 3      | 0      | —        | —        | 40   | 23   |
| サラゴサ | 2007-08   | 35     | 15     | 4      | 2      | 2        | 0        | 41   | 17   |
| サラゴサ | 通算      | 108    | 53     | 15     | 8      | 2        | 0        | 125  | 61   |
| ジェノア | 2008-09   | 31     | 24     | 1      | 2      | —        | —        | 32   | 26   |
| ジェノア | 通算      | 31     | 24     | 3      | 2      | —        | —        | 34   | 26   |
| インテル | 2009-10   | 35     | 22     | 5      | 2      | 11       | 6        | 51   | 30   |
| インテル | 2010-11   | 23     | 5      | 3      | 1      | 6        | 2        | 32   | 8    |
| インテル | 2011-12   | 33     | 24     | 1      | 0      | 7        | 2        | 41   | 26   |
| インテル | 2012-13   | 20     | 9      | 0      | 0      | 6        | 1        | 26   | 10   |
| インテル | 2013-14   | 17     | 2      | 1      | 0      | -        | -        | 26   | 10   |
| インテル | 通算      | 128    | 62     | 10     | 3      | 28       | 10       | 171  | 76   |
| ラシン   | 2014      | 0      | 0      | 1      | 0      | -        | -        | 1    | 0    |
| ラシン   | 2014-15   | 16     | 6      | 0      | 0      | -        | -        | 16   | 6    |
| ラシン   | 通算      | 16     | 6      | 1      | 0      | 0        | 0        | 17   | 6    |
| 通算     | 通算      | 479    | 212    | 30     | 14     | 46       | 13       | 555  | 240  |

## 代表歴

### 出場大会
- アルゼンチン代表
  - 2010 FIFAワールドカップ

### 試合数
- 国際Aマッチ 26試合 4得点（2003年-2010年）[14]

| アルゼンチン代表 | 国際Aマッチ | 国際Aマッチ |
| 年               | 出場        | 得点        |
| ---------------- | ----------- | ----------- |
| 2003             | 5           | 3           |
| 2004             | 3           | 0           |
| 2005             | 0           | 0           |
| 2006             | 1           | 0           |
| 2007             | 6           | 1           |
| 2008             | 2           | 0           |
| 2009             | 5           | 0           |
| 2010             | 4           | 0           |
| 通算             | 26          | 4           |

## タイトル

### クラブ
ラシン・クラブ
- プリメーラ・ディシオン : 2001-02A, 2014

インテル
- セリエA : 2009-10
- コッパ・イタリア : 2009-10, 2010-11
- UEFAチャンピオンズリーグ : 2009-10
- スーペルコッパ・イタリアーナ : 2010
- FIFAクラブワールドカップ : 2010

### 個人
- ゲリン・ドーロ（イタリア語版）: 2008-09
- UEFA年間最優秀フォワード : 2009-10
- UEFA年間最優秀選手 : 2009-10
- セリエA最優秀選手 : 2010
- セリエA最優秀外国人選手 : 2010